# Dryomyza pakistana
Dryomyza pakistana är en tvåvingeart som beskrevs av Hiromu Kurahashi 1989. Dryomyza pakistana ingår i släktet Dryomyza och familjen buskflugor.
Artens utbredningsområde är Pakistan. Inga underarter finns listade i Catalogue of Life.